# Incurvaria intermediella
Incurvaria intermediella is een vlinder uit de familie van de witvlekmotten (Incurvariidae). De wetenschappelijke naam van de soort is voor het eerst geldig gepubliceerd door Heinemann.